# Karl-Heinz Narjes
Karl-Heinz Narjes (Soltau, 30 januari 1924 - Bonn, 26 januari 2015) was een politicus van Duitse afkomst. Narjes was voornamelijk bekend als Europees commissaris voor achtereenvolgens Interne Markt en Industrie in de commissies Thorn (1981-85) en Delors I (1985-89).

## Biografie
Narjes studeerde rechtswetenschappen aan de Universiteit van Hamburg en promoveerde aan die universiteit in december 1952 op een proefschrift over douane- en economische unies als juridische vormen van buitenlandse economische politiek. Tussen 1955 en 1958 was Narjes werkzaam voor het ministerie van Buitenlandse Zaken. In 1958 ging hij werken bij de nieuw opgerichte Europese Commissie. Vijf jaar later werd Narjes aangesteld als voorzitter van het kabinet van Commissievoorzitter Walter Hallstein. Deze positie bekleedde hij tot 1968. Tussen 1969 en 1973 was Narjes minister van Economische Zaken en Verkeer van de deelstaat Sleeswijk-Holstein.
In januari 1981 werd Narjes Europees commissaris voor Interne Markt, Douane-Unie, Accijnzen, Belastinghervorming, Innovatie, Milieu, Consumentenbescherming en Nucleaire veiligheid. Vier jaar later werd hij opnieuw benoemd in de eerste commissie van Jacques Delors en kreeg hij de portefeuilles Industrie, Informatiemaatschappij, Wetenschap en Onderzoek.
 Frans Andriessen ·  António Cardoso e Cunha ·  Claude Cheysson ·  Henning Christophersen ·  Stanley Clinton Davis ·  Arthur Francis Cockfield ·  Willy De Clercq ·  Jacques Delors ·  Manuel Marín ·  Abel Matutes ·  Nicolas Mosar ·  Karl-Heinz Narjes ·  Lorenzo Natali ·  Alois Pfeiffer* ·  Carlo Ripa di Meana ·   Peter Schmidhuber ·  Peter Sutherland ·  Grigoris Varfis 
  *overleden 
 Frans Andriessen ·  Richard Burke ·  Claude Cheysson* ·  Giorgios Contogeorgis ·  Poul Dalsager ·  Étienne Davignon ·  Antonio Giolitti ·  Finn Olav Gundelach** ·  Wilhelm Haferkamp ·  Karl-Heinz Narjes ·  Lorenzo Natali ·  Michael O'Kennedy* ·  François-Xavier Ortoli ·  Edgard Pisani ·  Ivor Richard ·  Gaston Thorn ·  Christopher Tugendhat 
  * afgetreden, ** overleden 
Altiero Spinelli (1970-73) · Finn Olav Gundelach (1973-77) · Étienne Davignon (1977-81) · Karl-Heinz Narjes (1981-85) · 
 Francis Arthur Cockfield (1985-89) · Christiane Scrivener (1989-95) · Mario Monti (1995-99) · László Kovács (2004-10) · Algirdas Šemeta (2010-14) · Pierre Moscovici (2014-)
Piero Malvestiti (1958-59) · Giuseppe Caron (1959-63) · Guido Colonna di Paliano (1964-67) · Hans von der Gröben (1967-70) · Wilhelm Haferkamp (1970-73) · 
 Finn Olav Gundelach (1973-77) · Étienne Davignon (1977-81) · Karl-Heinz Narjes (1981-85) · Francis Arthur Cockfield (1985-89) · Martin Bangemann (1989-93) ·
 Raniero Vanni d'Archirafi (1993-95) · Mario Monti (1995-99) · Frits Bolkestein (1999-2004) · Charlie McCreevy (2004-10) · Michel Barnier (2010-14) · Elżbieta Bieńkowska (2014-)
- Bibliothèque nationale de France: cb12439565w (data)
- Biografisch Portaal: 41048378
- CiNii: DA08231776
- Gemeinsame Normdatei: 118737996
- International Standard Name Identifier: 0000 0000 8130 2641
- Library of Congress Control Number: n85287591
- Nationale Bibliotheek van Tsjechië: skuk0004270
- Nationale Bibliotheek van Israël: 987007334631505171
- Nationale Bibliotheek van Polen: a0000002315513
- Nederlandse Thesaurus van Auteursnamen: 074336649
- Parlement.com: vi2glo9ujlzq
- Réseau des bibliothèques de Suisse occidentale: 02-A003629213
- Système universitaire de documentation: 033537941
- Virtual International Authority File: 51782603
- WorldCat: E39PBJjmRXF9BvHVVfVDwq7PwC